# 망고 젤리
망고젤리는 망고 과육, 과즙 등이 들어갔거나 망고맛이 나는 젤리를 통칭한다.

## 종류
망고맛
딸기맛
포도맛(단종)

## 같이 보기
- 과편